# Anthem
Anthem (ang. hymn) – anglikański nieliturgiczny utwór chóralny z tekstem angielskim. Odpowiednik motetu w muzyce katolickiej i protestanckiej, a po wprowadzeniu basso continuo i stylu concertato – kantaty. Teksty anthemów ograniczały się, w przeciwieństwie do kontynentalnych kantat, do psalmów. 
W okresie renesansu powstał wielogłosowy, polifoniczny anthem motetowy (full anthem) na chór (full choir). W XVII w. anthem upodobnił się do kantaty (verse anthem) – wprowadzono partie przeznaczone na głosy solowe z towarzyszeniem instrumentalnym (verse), również fragmenty czysto instrumentalne (sinfonia, ritornel). W XVII w. powstawały wreszcie anthemy koncertujące, zawierające wersety solowe, koncertowanie wokalno-instrumentalne, wstępy i inteludia instrumentalne oraz basso continuo.
Anthemy komponowali między innymi: William Byrd, Orlando Gibbons, John Blow, Henry Purcell, Georg Friedrich Händel, Henry Cooke (zwany Captain Cooke), Matthew Locke i Pelham Humfrey, a współcześnie Gerald Finzi.